# The Beatles’ Greatest
The Beatles’ Greatest (englisch Das Größte der Beatles) ist das achte in Deutschland veröffentlichte Album der britischen Band The Beatles. Es erschien am 18. Juni 1965. Es ist das zweite Kompilationsalbum der Beatles in Deutschland. In Großbritannien und den USA erschien das Album nicht.

## Entstehung
Einen Monat nach dem Erscheinen des Kompilationsalbums Beatles ’65 kam in Deutschland ein Greatest-Hits-Album mit 16 in Deutschland veröffentlichten Beatles-Singles auf den Markt, die von Odeon vertrieben worden waren. Nicht auf dem Album enthalten sind die bis dahin veröffentlichten Singles:
- Komm, gib mir deine Hand / Sie liebt dich,
- Do You Want to Know a Secret / Little Child,
- I’ll Cry Instead / A Taste of Honey,
- Tell Me Why / If I Fell,
- Matchbox / I Saw Her Standing There,
- Slow Down / I’m Happy Just to Dance with You und
- Kansas City – Hey Hey Hey Hey / I Don’t Want to Spoil the Party.

Das Album The Beatles’ Greatest enthält eine etwas längere Version von All My Loving (inklusive Hi-Hat-Intro von Ringo Starr) sowie eine Stereoabmischung von I Want to Hold Your Hand, die vorher unveröffentlicht war und für das Album am 8. Juni 1965 von Norman Smith in den Abbey Road Studios neu abgemischt wurde. I Feel Fine wurde in einer Duophonic-Version (Fake-Stereo) abgemischt und hat ein längeres Outro als bisher veröffentlichte Versionen.
Das Album wurde im gleichen Monat auch in den Niederlanden veröffentlicht. 1978 wurde das Album in den Niederlanden auf goldenes, violettes, orangefarbenes und gelbes Vinyl gepresst. In Israel wurde das Album im Jahr 1969/70 mit einer anderen Covergestaltung vertrieben, es zeigt eine Zeichnung der vier Beatles als ältere Männer. In Japan erschien das Album The Beatles’ Greatest im Jahr 1978.
The Beatles’ Greatest wurde in Deutschland bis in die 1980er Jahre ausschließlich in einer Stereoversion vertrieben.

## Wiederveröffentlichung
Das Album The Beatles’ Greatest wurde bisher nicht legal auf CD veröffentlicht.

## Covergestaltung
Das Foto des Cover stammt von Robert Freeman. Es zeigt die vier Beatles am 24. Oktober 1964 im Hyde Park in London.

## Titelliste
| Nr. | Lied                       | Autor                                               | Leadgesang           | Länge | Erstveröffentlichung         |
| --- | -------------------------- | --------------------------------------------------- | -------------------- | ----- | ---------------------------- |
| 01  | I Want to Hold Your Hand   | Lennon/McCartney                                    | Lennon und McCartney | 2:26  | Single-A-Seite               |
| 02  | Twist and Shout            | Medley/Russell                                      | Lennon               | 2:32  | vom Album Please Please Me   |
| 03  | A Hard Day’s Night         | Lennon/McCartney                                    | Lennon und McCartney | 2:34  | vom Album A Hard Day’s Night |
| 04  | Eight Days a Week          | Lennon/McCartney                                    | Lennon und McCartney | 2:44  | vom Album Beatles for Sale   |
| 05  | I Should Have Known Better | Lennon/McCartney                                    | Lennon               | 2:43  | vom Album A Hard Day’s Night |
| 06  | Long Tall Sally            | Enotris Johnson, Robert Blackwell, Richard Penniman | McCartney            | 2:03  | von der EP Long Tall Sally   |
| 07  | She Loves You              | Lennon/McCartney                                    | Lennon und McCartney | 2:19  | Single-A-Seite               |
| 08  | Please Mr. Postman         | Garrett/Dobbins/Brian Holland/Gorman/Bateman        | Lennon               | 2:34  | vom Album With the Beatles   |

| Nr. | Lied                | Autor            | Leadgesang | Länge | Erstveröffentlichung         |
| --- | ------------------- | ---------------- | ---------- | ----- | ---------------------------- |
| 09  | I Feel Fine         | Lennon/McCartney | Lennon     | 2:21  | Single-A-Seite               |
| 10  | Rock and Roll Music | Chuck Berry      | Lennon     | 2:32  | vom Album Beatles for Sale   |
| 11  | Ticket to Ride      | Lennon/McCartney | Lennon     | 3:09  | vom Album Help!              |
| 12  | Please Please Me    | McCartney/Lennon | Lennon     | 2:00  | vom Album Please Please Me   |
| 13  | It Won’t Be Long    | Lennon/McCartney | Lennon     | 2:13  | vom Album With the Beatles   |
| 14  | From Me to You      | Lennon/McCartney | Lennon     | 1:58  | Single-A-Seite               |
| 15  | Can’t Buy Me Love   | Lennon/McCartney | McCartney  | 2:12  | vom Album A Hard Day’s Night |
| 16  | All My Loving       | Lennon/McCartney | McCartney  | 2:10  | vom Album With the Beatles   |

## Abweichende Veröffentlichungen in anderen Ländern
- In Dänemark wurde ein Greatest Hits-Album unter dem Titel The Beatles‘ Hottest Hits mit eigenständiger Covergestaltung (das sogenannte „Eskimo-Cover“) und eigenständiger Trackliste im April 1965 in Mono veröffentlicht.[11]
- In Schweden wurde das dänische Album The Beatles‘ Hottest Hits unter dem Titel The Beatles‘ Greatest Hits mit eigenständiger Covergestaltung im April 1965 in Mono veröffentlicht.[12]
- In Australien wurde ein Greatest Hits-Album unter dem Titel The Beatles Greatest Hits Volume 1 mit eigenständiger Covergestaltung und eigenständiger Trackliste im August 1966 in Mono (ab Februar 1968 in Stereo) veröffentlicht.[13] Im Februar 1967 folgte The Beatles Greatest Hits Volume 2, ebenfalls mit eigenständiger Covergestaltung und eigenständiger Trackliste, die Veröffentlichung erfolgte in Stereo und Mono.[14]

## Chartplatzierungen
| ChartsChartplatzierungen | Höchstplatzierung | Monate |
| ------------------------ | ----------------- | ------ |
| Deutschland (GfK)        | 38 (1 Mt.)        | 1      |